# Soros Fund Management

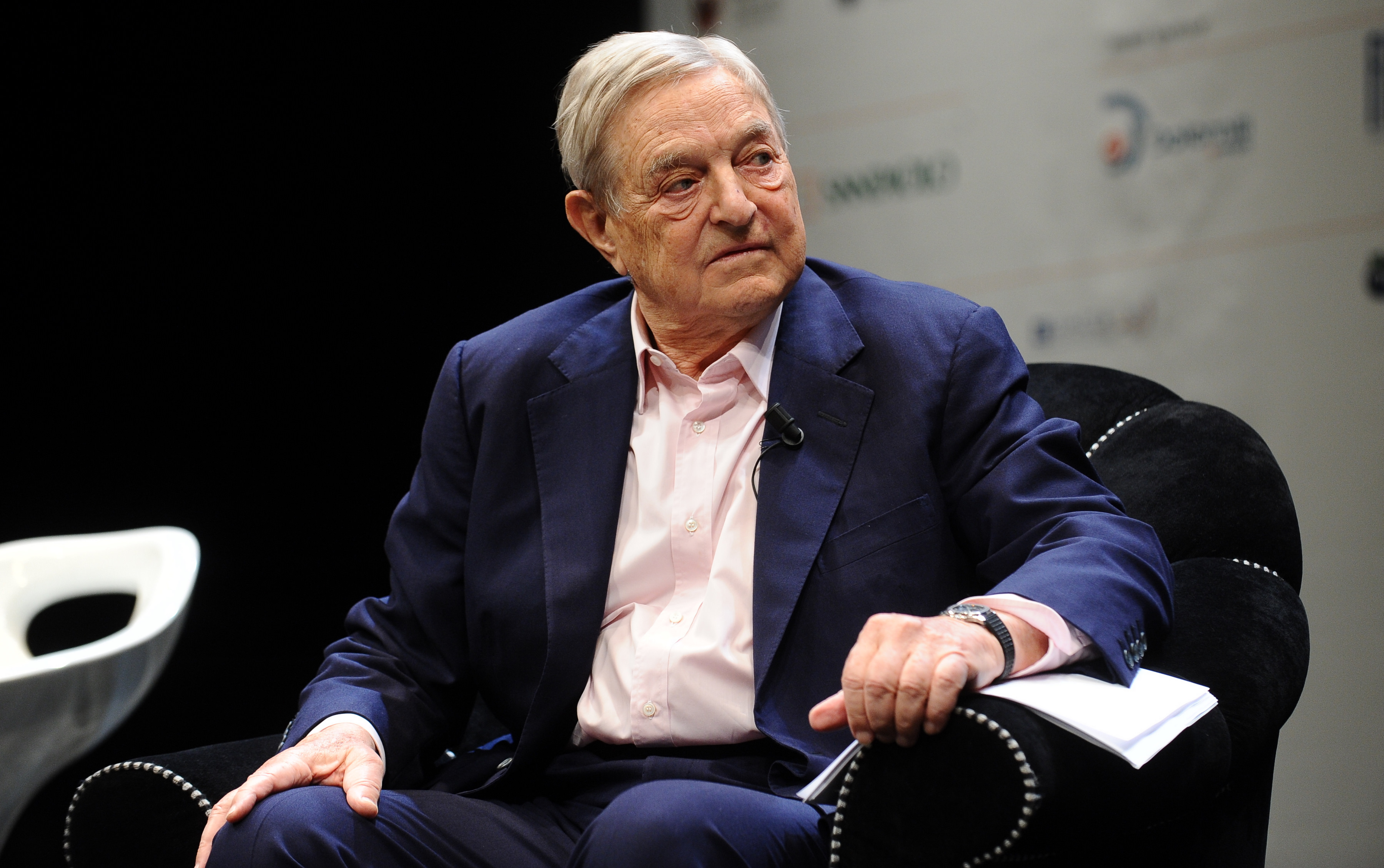
George Soros en el Festival de Economía 2012 en Trento.

Soros Fund Management,  LLC es una compañía estadounidense de gestión de fondos de cobertura. Actualmente está estructurada como una family office y anteriormente como un fondo de cobertura.  La compañía fue fundada en 1969 por George Soros y en 2010 fue una de las empresas más rentables en la industria de fondos de cobertura, promediando un 20% de tasa de rendimiento anual durante más de cuatro décadas. Su sede está situada en 250 West 55th Street, en la Ciudad de Nueva York, en Estados Unidos.

## Visión general
Soros Fund Management es el consejero principal del Quantum Group of Funds, una familia de fondos que realiza inversiones internacionales. La compañía invierte en capital público y mercados de ingresos fijos en todo el mundo, así como en divisas, moneda, mercados de materias primas y fondos de capital privado y de riesgo.  La compañía tiene grandes inversiones en transporte, energía, venta al por menor, finanzas y otras industrias.
La familia Soros está bien representada en la dirección de la empresa; el hijo del fundador, Robert Soros, es presidente y vicepresidente.
En las elecciones estadounidenses de 2016, Soros Fund Management donó más de 7 millones de dólares a la campaña presidencial de Hillary Clinton a través de super PACs (comités de acción política).

## Historia
La compañía fue fundada por su presidente, George Soros, en 1969.

### De 1992 a 2007
En la semana precedente al 16 de septiembre de 1992, el "miércoles Negro", Quantum Funds ganó mil ochocientos millones de dólares mediante la venta corta de libras esterlinas y comprando marcos alemanes.  Esta transacción otorgó a George Soros el título de "el hombre que arruinó al Banco de Inglaterra".  Por otro lado, la política del gobierno británico en el periodo anterior a la expulsión de la libra esterlina del Mecanismo de tipos de cambio del Sistema Monetario europeo había sido ampliamente criticada por proporcionar a los especuladores una apuesta segura.
En 2000, Quantum Fund perdió su posición como mayor fondo de cobertura en el mundo cuándo sus activos bajo gestión pasaron de 10 mil millones de dólares a 4 mil millones en un año aproximadamente. Las perdidas del fondo fueron el resultado de diversas inversiones en valores tecnológicos.  Aquel mismo año dimitieron el director ejecutivo, Duncan Hennes, y los gestores de Quantum Funds, Stanley Druckenmiller, y de Quota Fund, Nicholas Roditi. La reestructuración de Soros Fund Management se anunció en una carta de accionistas que perfiló el plan para fusionar Quantum Fund y Quantum Emerging Growth Fund, formando así Quantum Endowment Fund. La intención era transformar Quantum Fund en un fondo de "menor riesgo y menos especulativo" gestionado por un asesor exterior.

### De 2008 a 2011
La compañía adquirió una participación en Lehman Brothers justo antes de su colapso en 2008.
En 2009, Soros Fund Management se asoció con otros seis fondos de cobertura para adquirir IndyMac Bank a un coste de 13,9 mil millones de dólares, obteniendo así control de unos estimados 160 mil millones de dólares en préstamos de banco, inversiones y depósitos.
En 2010 se dijo que la compañía había tenido 32 mil millones de dólares de beneficios desde 1973, haciéndola una de las más rentables de la industria de fondos de cobertura.
En 2011 se dijo que la compañía tenía 27,9 mil millones de dólares en activos bajo gestión y estaba en la posición 6 de 100 en la lista de fondos de cobertura de Institutional Investor. Aquel mismo año, la compañía se asoció con Silver Lake Partners y crearon el fondo llamado Silver Lake Kraftwerk, cuyo foco era invertir en compañías de recursos naturales y energía.
En julio de 2011, el fondo anunció planes para devolver algo menos de mil millones de dólares a los inversores hacia finales de 2011, para evitar requerimientos bajo la Ley Dodd-Frank de reforma de Wall Street y protección del consumidor y para centrarse en inversiones familiares. Aquel mes, Keith Anderson, jefe de inversiones de la compañía y cofundador de BlackRock, dejó la empresa.

### De 2012 a 2016
En septiembre de 2016 Soros Fund Management aconsejó a un fondo de inversión privado ligado a Quantum Strategic Partners, el cual inyectó la mayor parte de 305 millones de dólares en SolarCity, productor de paneles solares. El flujo de dinero permitió a Elon Musk adquirir SolarCity y fusionarla con su empresa Tesla Motors.